# Vilmos, Blois grófja
Vilmos (kb. 772 - 834) volt kb. 830 és 834 között a Blois Grófság uralkodója. Életéről szinte semmilyen információ nem maradt fenn. 834-ben Touraine közelében vívott csatában esett el bátyjával, Odóval együtt.